# Tanacetum subsimilis
Tanacetum subsimilis là một loài thực vật có hoa trong họ Cúc. Loài này được S.Kovalevsk. miêu tả khoa học đầu tiên.